# رواية الأعتاب
رواية الأعتاب هي العمل الروائي الأول للشاعر العماني محمد قراطاس صدرت في 2016م عن طريق دار النشر اللبنانية دار الساقي .

## موضوعها
تتحدث الرواية عن ثائر عماني يتخلى عن القتال في صفوف الجبهة الشعبية لتحرير عمان والخليج المحتل ويبدأ رحلة عرفانية وبحثية، تبدأ الرحلة من ظفار (محافظة) مركز الثورة وتشمل: مسقط (عمان) ، القرن الأفريقي، فرنسا، وتنتهي في جبل مرة في إقليم دارفور السوداني.

## مقالات تحدثت عن الرواية
صدر العديد من المقالات النقدية للرواية في مختلف الصحف والجرائد العربية.
«في مستهل روايته «الأعتاب» الصادرة حديثاً عن دار الساقي يثبّت محمد قراطاس (عتبة/جُملة) نصّية محقونة بالدلالات القابلة للتأويل «عاد مساءً خلع ثيابه وأفرغ من جيبه ثورة»، فهذه العبارة المنحوتة بوعي تختزن إستراتيجية ومغازي النص» محمد العباس، القدس العربي
"يُظلّل السرد لغزاً وغموضاً، ويتعجب القارئ من سلوك شخصٍ تخلّى بسهولة عن نضاله وتاريخه لتحرير وطنه، ليبرّر موقفه بعد ذلك بفقدانه الإيمان بعقيدة الثورة، إذ وجد أن القيم والمبادئ الإنسانيّة أصبحت مفقودة.  د. سارة ضاهر، السفير (صحيفة لبنانية)
«في روايته «الأعتاب» دار الساقي يقص الكاتب العماني محمد قراطاس سيرة للارتحال من أجل علاج النفس ومعرفتها. يعرف المرء الله» سومر شحادة الأخبار (لبنان)

## الشخصيات
- مستهيل العفّار: بطل الرواية
- بيتر: قبطان السفينة الفرنسية
- سيف الزاكي: رفيق مستهيل في الثورة
- بخيت الشاعر: صديق الطفولة لمستهيل
- إسحاق: صاحب المنزل في مرسيليا
- المحارب: جدّ القس الفرنسي

والكثير من الشخصيات المهمة التي أثر وتأثر بها خلال رحلته.